# Taeke Taekema
Taeke Wiebe Doekes Taekema, né le 14 janvier 1980 à Leiderdorp, est un joueur néerlandais de hockey sur gazon.